# Levante (Sängerin)

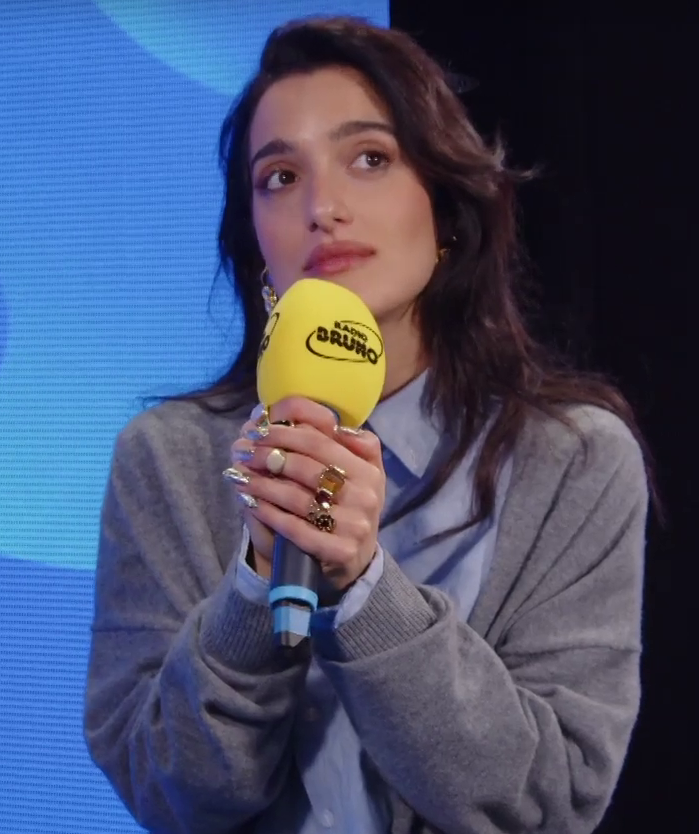
Levante (2024)

Levante (bürgerlich Claudia Lagona; * 23. Mai 1987 in Caltagirone, Metropolitanstadt Catania) ist eine italienische Cantautrice und Schriftstellerin.

## Karriere
Levante begann ihre Karriere in Turin beim unabhängigen Label Inri. Im Sommer 2013 wurde sie mit dem Lied Alfonso einem breiteren Publikum bekannt. Zusammen mit Davide Pavanello und Alberto Bianco arbeitete sie dann an ihrem Debütalbum, das Anfang 2014 unter dem Titel Manuale distruzione erschien. Für ihr zweites Album wechselte Levante zu Carosello Records; auch Abbi cura di te, das 2015 erschien, wurde von Bianco produziert. Im Vorfeld trat sie beim South-by-Southwest-Festival in Austin (Texas) auf.

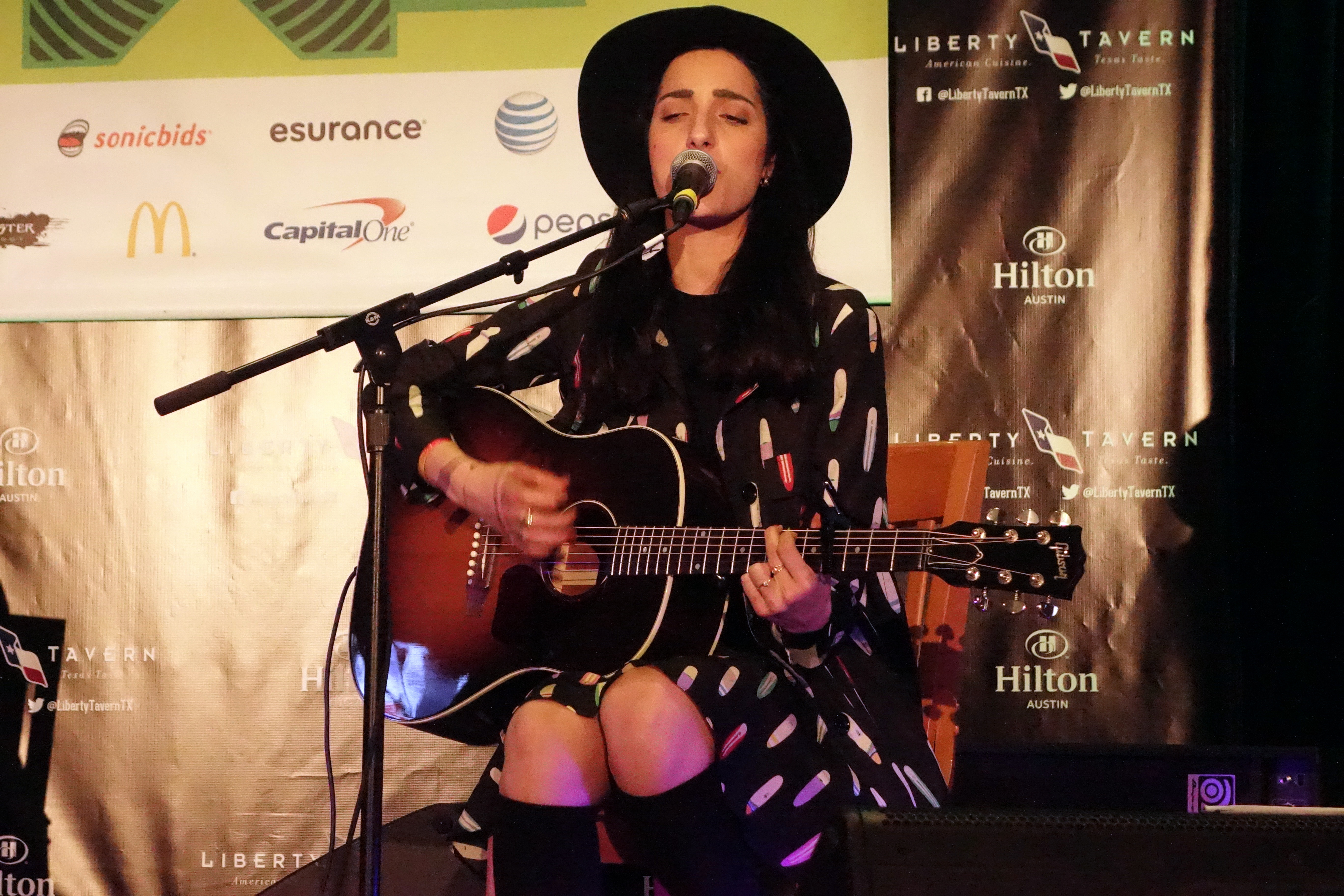
Levante bei South by Southwest (2015)

Neben Stash war die Sängerin 2016 im Nummer-eins-Hit Assenzio von J-Ax & Fedez zu hören. Mit dem Lied Non me ne frega niente meldete sie sich Anfang 2017 auch solo wieder zurück, im April des Jahres erschien das dritte Album Nel caos di stanze stupefacenti, das in den Charts den zweiten Platz erreichen konnte. Außerdem veröffentlichte sie bei Rizzoli den Roman Se non ti vedo non esisti, gefolgt 2018 durch Questa è l’ultima volta che ti dimentico.
Nach einer längeren Tournee legte Levante 2019 das nächste Album Magmamemoria vor. Beim Sanremo-Festival 2020 präsentierte sie das Lied Tikibombom und erreichte den zwölften Platz. Im Anschluss erschien eine Neuauflage von Magmamemoria. 2021 veröffentlichte sie ihren dritten Roman E questo cuore non mente. Beim Sanremo-Festival 2023 präsentierte sie das Lied Vivo.

## Diskografie

### Alben
| Jahr | Titel Musiklabel                          | Höchstplatzierung, Gesamtwochen, AuszeichnungChartsChartplatzierungen (Jahr, Titel, Musiklabel, Platzierungen, Wochen, Auszeichnungen, Anmerkungen) | Anmerkungen                                              |
| Jahr | Titel Musiklabel                          | IT | Anmerkungen                                              |
| ---- | ----------------------------------------- | --- | -------------------------------------------------------- |
| 2014 | Manuale distruzione Inri                  | IT8 (6 Wo.)IT |                                                          |
| 2015 | Abbi cura di te Carosello                 | IT17 (10 Wo.)IT | Erstveröffentlichung: 5. Mai 2015                        |
| 2017 | Nel caos di stanze stupefacenti Carosello | IT2 Gold · (42 Wo.)IT | Erstveröffentlichung: 7. April 2017 Verkäufe: + 25.000   |
| 2019 | Magmamemoria Parlophone                   | IT4 Gold · (29 Wo.)IT | Erstveröffentlichung: 4. Oktober 2019 Verkäufe: + 25.000 |
| 2023 | Opera Futura Parlophone                   | IT6 (5 Wo.)IT | Erstveröffentlichung: 17. Februar 2023                   |

### Singles
| Jahr | Titel Album                                            | Höchstplatzierung, Gesamtwochen, AuszeichnungChartsChartplatzierungen (Jahr, Titel, Album, Platzierungen, Wochen, Auszeichnungen, Anmerkungen) | Anmerkungen                                                                                     |
| Jahr | Titel Album                                            | IT | Anmerkungen                                                                                     |
| ---- | ------------------------------------------------------ | --- | ----------------------------------------------------------------------------------------------- |
| 2013 | Alfonso Manuale distruzione                            | IT37 Gold · (14 Wo.)IT | Erstveröffentlichung: 15. Mai 2013 Verkäufe: + 25.000                                           |
| 2014 | Sbadiglio Manuale distruzione                          | IT73 (1 Wo.)IT | Erstveröffentlichung: 7. Januar 2014                                                            |
| 2016 | Assenzio Comunisti col Rolex                           | IT1 ×4Vierfachplatin · (27 Wo.)IT | Erstveröffentlichung: 18. November 2016 J-Ax & Fedez feat. Stash & Levante Verkäufe: + 200.000  |
| 2017 | Non me ne frega niente Nel caos di stanze stupefacenti | IT91 Gold · (2 Wo.)IT | Erstveröffentlichung: 3. Februar 2017 Verkäufe: + 25.000                                        |
| 2017 | Pezzo di me Nel caos di stanze stupefacenti            | IT66 Platin · (9 Wo.)IT | feat. Max Gazzè Verkäufe: + 50.000                                                              |
| 2019 | Andrà tutto bene Magmamemoria                          | IT78 (1 Wo.)IT | Erstveröffentlichung: 5. April 2019                                                             |
| 2019 | Lo stretto necessario Magmamemoria                     | IT96 (1 Wo.)IT | Erstveröffentlichung: 28. Juni 2019 mit Carmen Consoli                                          |
| 2020 | Tikibombom Magmamemoria                                | IT8 Platin · (16 Wo.)IT | Verkäufe: + 70.000                                                                              |
| 2023 | Vivo Opera Futura                                      | IT17 Gold · (6 Wo.)IT | Erstveröffentlichung: 9. Februar 2023 Verkäufe: + 70.000; Beitrag für das Sanremo-Festival 2023 |

Weitere Singles
- La scatola blu (2013)
- Memo (2013)
- Duri come me (2014)
- Cuori d’artificio (2014)
- Ciao per sempre (2015)
- Le lacrime non macchiano (2015)
- Finché morte non ci separi (2015)
- Gesù Cristo sono io (2017)
- 1996 La stagione del rumore (2018)
- Vertigine (2020, feat. Altarboy, IT: Gold[3])

## Bibliografie
- Se non ti vedo non esisti. Rizzoli, 2017, ISBN 978-88-17-09295-1.
- Questa è l’ultima volta che ti dimentico. Rizzoli, 2018, ISBN 978-88-17-10830-0.
- E questo cuore non mente. Rizzoli, 2021, ISBN 978-88-17-15744-5.